# George Percival Baker
George Percival Baker ( 1856-1951 ) fue un botánico inglés, que realizó expediciones botánicas por Francia, Grecia, Rusia, y  Marruecos.

## Algunas publicaciones

### Libros
- George Percival Baker, Henri Clouzot. Calico painting and printing in the the East Indies in the XVIIth and XVIIIth centuries. Ed. E. Arnold. 78 pp.

## Honores

### Epónimos
- (Araliaceae) Bakeria Seem.[2]

- La abreviatura «G.P.Baker» se emplea para indicar a George Percival Baker como autoridad en la descripción y clasificación científica de los vegetales.[3]